# Manuel Puig
Manuel Puig (ur. 28 grudnia 1932 w General Villegas, zm. 22 lipca 1990 w Cuernavaca) – pisarz argentyński, scenarzysta, autor powieści i sztuk teatralnych. W Polsce znany przede wszystkim z powieści Pocałunek kobiety-pająka. W szeregu swoich głośnych powieści Manuel Puig rozwijał tematy przekraczania barier płci kulturowych (gender), sugerując jednocześnie brak trwałości płci seksualnych i orientacji. Jego bohaterowie mogą być kim chcą w danym momencie, na danym etapie życia. Wszystko jest graniem ról, przystosowaniem do sytuacji.

## Biografia
Od 1950 studiował w Buenos Aires, początkowo architekturę, od 1951 literaturoznawstwo. W 1956 wyjechał do Rzymu, gdzie podjął naukę w szkole filmowej Centro sperimentale di cinematografia. Na początku lat sześćdziesiątych pracował jak asystent reżysera we Włoszech i w Argentynie. Później mieszkał w Nowym Jorku, Londynie, Paryżu, Sztokholmie, Rio de Janeiro i w Cuernavaca w Meksyku, gdzie zmarł.
Nie ukrywał faktu, że jest gejem.

### Powieści
- La traición de Rita Hayworth, 1968 ISBN 3-518-36844-3.
- Boquitas pintadas: Folletín, 1969 (Przeklęte tango, tłum. Zofia Chądzyńska) ISBN 3-518-36974-1.
- The Buenos Aires Affair: Novela policial, 1973
- El beso de la mujer araña, 1976 (Pocałunek kobiety-pająka, tłum. Zofia Wasitowa) ISBN 3-518-37369-2.
- Pubis angelical, 1979 ISBN 3-518-03974-1.
- Maldición eterna a quien lea estas páginas, 1981 ISBN 3-518-39063-5.
- Sangre de amor correspondido, 1982 ISBN 3-518-03577-0.
- Cae la noche tropical, 1988 ISBN 3-518-40732-5.
- Humedad relativa 95%, 1991
- Los ojos de Greta Garbo, 1993
- Estertores de una década. Nueva York ´78, 1993

### Sztuki teatralne
- Bajo un manto de estrellas Pieza en dos actos, 1988
- Triste golondrina macho (obra en dos actos). Amor del bueno (comedia musical). Muy señor mío (musical con boleros), 1988
- Gardel: Uma lembrança, 1993
- El misterio del ramo de rosas, 1998
- Madrid 37